# Gare de Chaumes
La gare de Chaumes est une gare ferroviaire, fermée et désaffectée, de la ligne de Paris-Bastille à Marles-en-Brie. Elle est située sur le territoire de la commune de Chaumes-en-Brie dans le département de Seine-et-Marne, en région Île-de-France.

## Situation ferroviaire
Établie à 102 mètres d'altitude, la gare de Chaumes-en-Brie était située au point kilométrique (PK) 58,700 de la ligne de Paris-Bastille à Marles-en-Brie, entre la gare de Verneuil-l'Étang et la gare de Fontenay-Trésigny.

## Histoire
Long de 13 kilomètres parcourus en 23 minutes, le dernier tronçon de la ligne de Paris-Bastille à Marles-en-Brie fut mis en service le 5 juin 1893. Pour des raisons militaires, on fit se joindre la ligne Paris-Belfort et celle de Paris-Coulommiers entre Verneuil-l'Étang et Marles-en-Brie via Chaumes-en-Brie et Fontenay-Trésigny (en cas de destruction du viaduc de Nogent-sur-Marne). Le prolongement prévu en direction de Meaux ne vit jamais le jour.
La gare de Chaumes-en-Brie fut fermée au trafic de voyageurs dès le 18 avril 1939 du fait de sa faible desserte.
La ligne de Verneuil-l'Étang à Marles-en-Brie fut fermée aux voyageurs le 1er juillet 1939 et fut remplacée par un service d'autobus. L'activité de cette section fut dès lors limitée au trafic de marchandises pour les industriels locaux dont l'usine Hardy (fabrication de baguettes pour cadres de tableaux), l'usine Aumaître et Mathé (fabrication d'échelles en bois) et la carrière de pierres meulières de la ville de Chaumes-en-Brie.
À la suite du bombardement du viaduc de Nogent-sur-Marne, le trafic reprit entre Paris et Coulommiers sur la ligne de Paris-Bastille à Marles-en-Brie entre décembre 1946 et mai 1947.
La section entre Verneuil-l'Étang et Fontenay-Trésigny passa en voie unique en 1959, alors que celle entre Fontenay-Trésigny et Marles-en-Brie fut quant à elle fermée à tout trafic.
La section restante fut totalement fermée en 1969, et déférée un an plus tard.

## Patrimoine ferroviaire
La gare et la halle à marchandises ont été conservées et entretenues et sont aujourd'hui comprises dans le site industriel de Colas occupant l'ancienne emprise ferroviaire derrière la gare jusqu'à la RD 402 (route de Coulommiers).
La gare est située au nord-est du bourg historique de Chaumes-en-Brie, à proximité de l'avenue du Général Leclerc, ancienne avenue de la Gare et route nationale 36 reliant Meaux à Melun. La gare est reliée à cet axe par l'actuelle avenue Félix Thomas.
L'emprise de l'ancienne voie ferrée au sud de la gare a été transformée en parc avec une aire de jeux tandis que le tracé de l'ancienne voie ferrée en direction de Verneuil-l'Étang est devenu un chemin de promenade emprunté par le GR1 passant par le remarquable viaduc de Chaumes-en-Brie au-dessus de la vallée de l'Yerres à 90 mètres d'altitude et rejoignant la RD 32 pour devenir un chemin agricole praticable jusque dans la boucle de Verneuil-l'Étang à une centaine de mètres de la ligne de Paris-Est à Mulhouse-Ville.
Les maisons des garde-barrière sur la RD 32 et la RD 99 ont été conservées et sont devenues des habitations.

Les bâtiments conservés
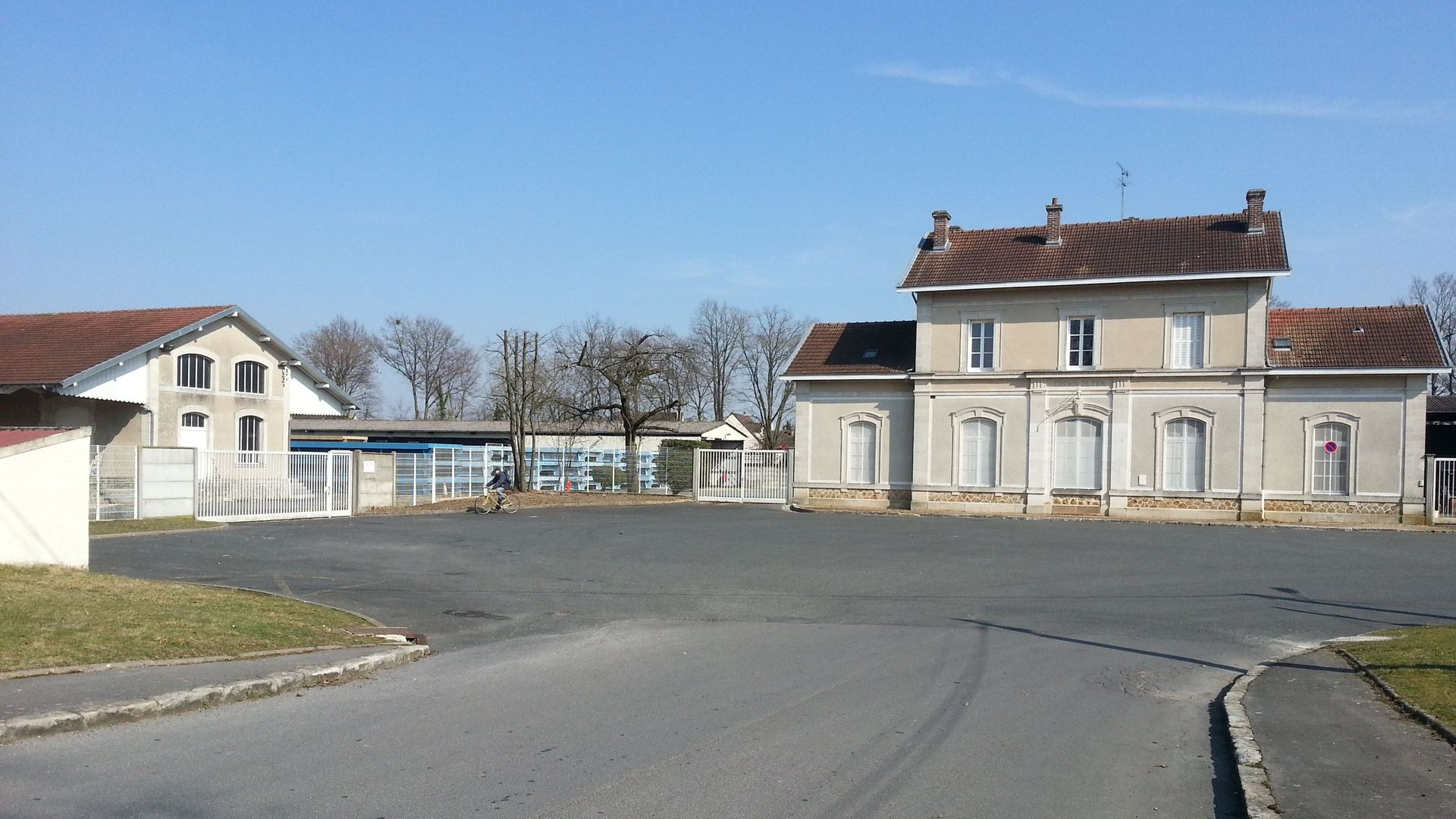
Vue d'ensemble.
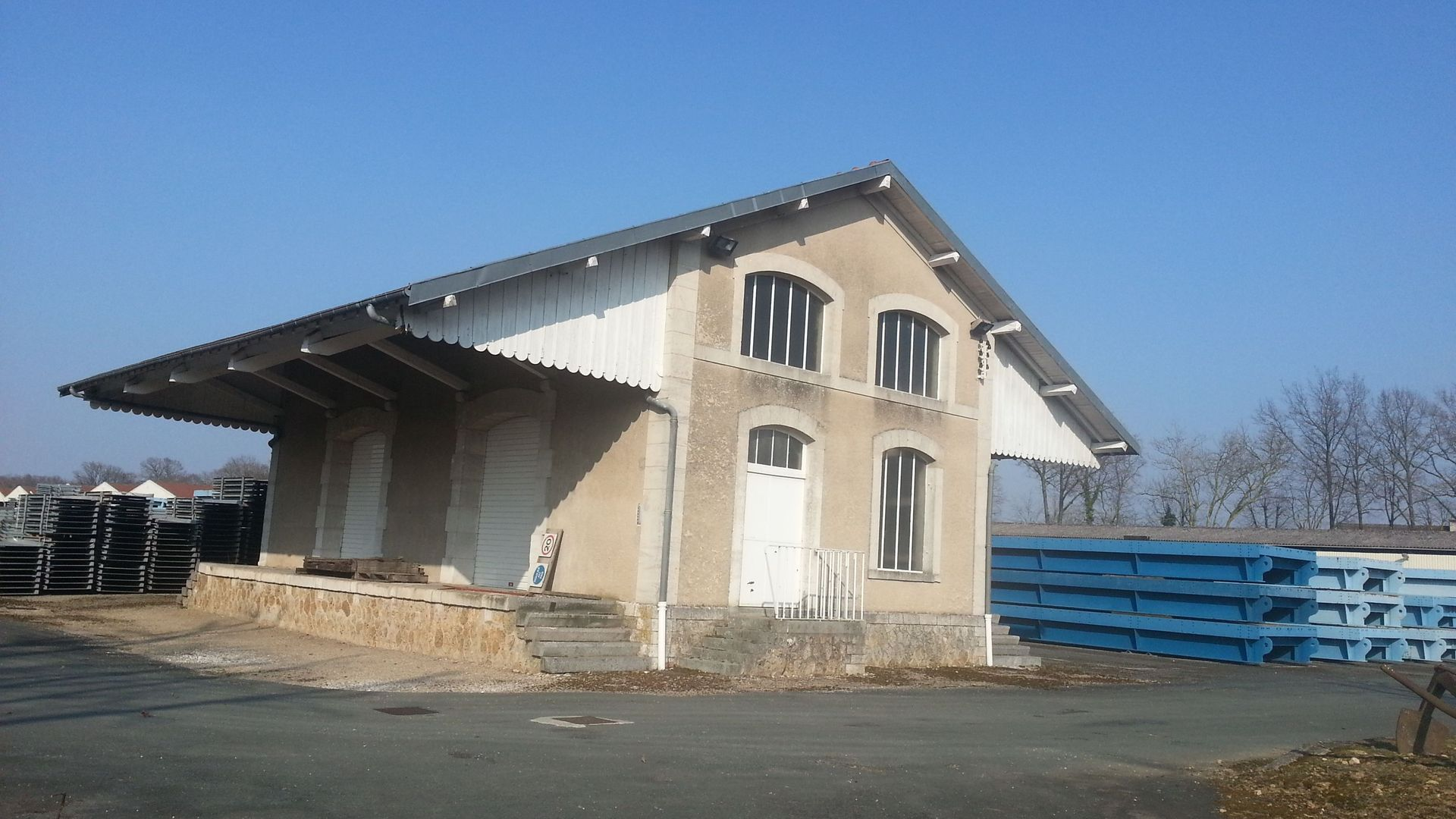
Halle à marchandises.